# Anurapteryx flavidorsata
Anurapteryx flavidorsata är en fjärilsart som beskrevs av George Francis Hampson 1918. Anurapteryx flavidorsata ingår i släktet Anurapteryx och familjen Sematuridae. Inga underarter finns listade i Catalogue of Life.